# 氷見バイパス

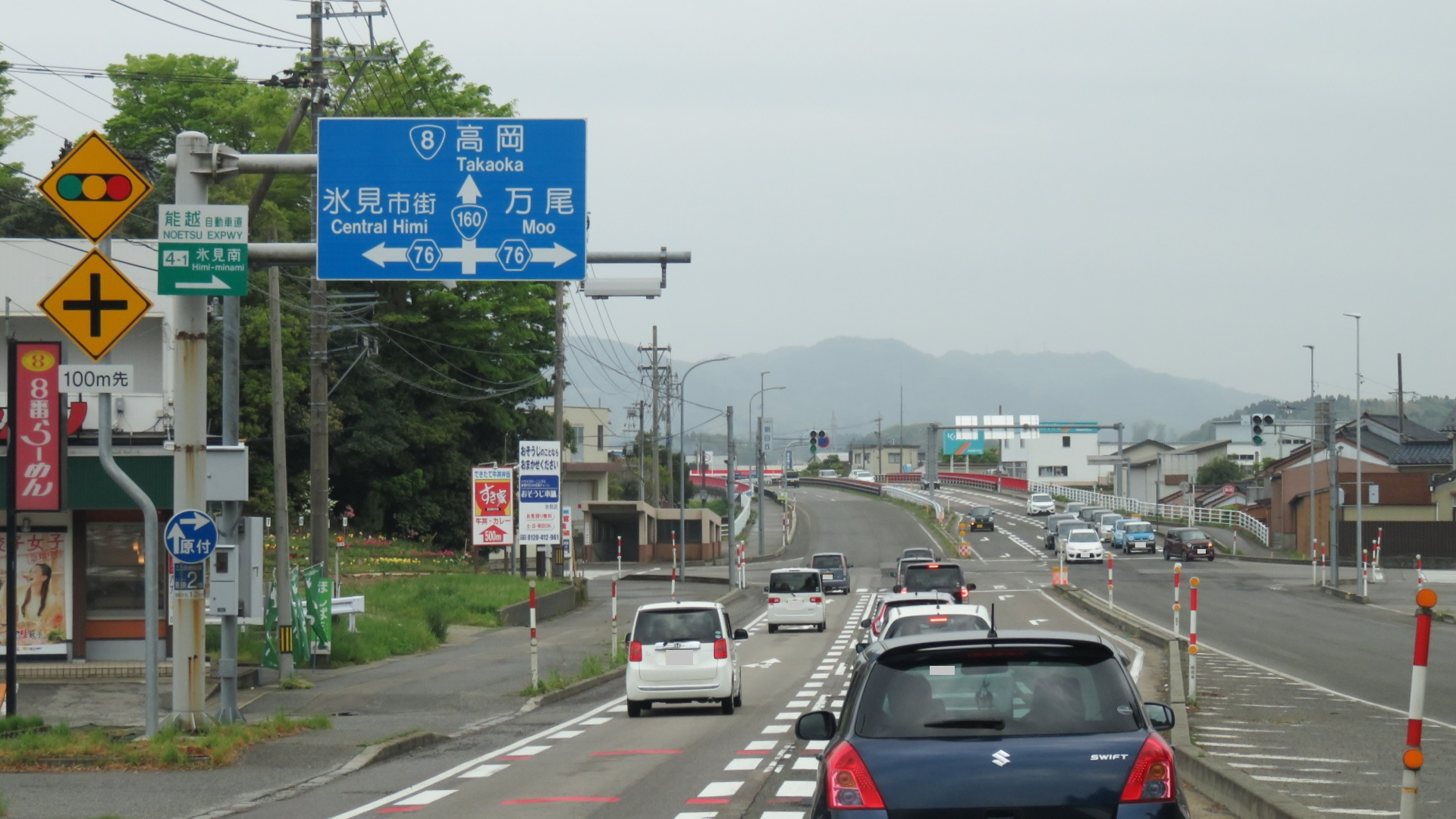
氷見バイパス（富山県氷見市朝日丘）

氷見バイパス（ひみバイパス）は、富山県氷見市薮田から小竹、高岡市東海老坂の境目（海老坂峠）を結ぶ国道160号のバイパスである。同バイパスの開通により、通過交通が市街地から排除され、安全性が向上した他、現道沿線の騒音も開通前に比べて4～17dBも減少し、沿道環境が改善された。
2021年現在、稲積から終点までの区間が4車線化されている。

## 概要
- 起点：富山県氷見市薮田
- 終点：富山県氷見市小竹・高岡市東海老坂の境目（海老坂峠）

## 沿革
- 1969年8月11日（一部資料では1970年[2]） - 事業着手[3]。
- 1971年8月 - 建設着手[4]。
- 1973年7月 - 朝日丘 - 下田子間開通[5]。
- 1975年8月21日 - バイパス部分が正式に国道160号に指定される[2]。
- 1976年9月27日 - 鞍川 - 朝日丘（村上）間開通（氷見トンネル供用開始）[6]。
- 1979年11月22日 - 氷見 - 高岡間が開通[7]。
- 1996年12月6日 - 全線開通[1][8]。
- 2000年3月17日 - 幸町 - 朝日丘間4車線化[9]。
- 2002年 - 稲積までの4車線化工事が完了[2]。

## 主な接続道路
- 富山県道306号平阿尾線
- 富山県道・石川県道18号氷見田鶴浜線
- 石川県道・富山県道304号鹿西氷見線
- 富山県道303号柿谷池田線
- 国道415号
- 富山県道312号鞍川中町線
- 富山県道・石川県道76号氷見惣領志雄線
- 富山県道361号五十里氷見線
- 富山県道296号仏生寺太田線

## 接続するバイパスの位置関係
（七尾方面）現道 -  氷見バイパス - 現道（高岡方面）